# Ардеш (департамент)
Арде́ш (фр. Ardèche, окс. и франкопров. Ardecha) — департамент в центральной части юга Франции. Часть региона Овернь — Рона — Альпы. Административный центр — Прива.

## География
Площадь территории — 5529 км². Департамент расположен в гористой местности к западу от Роны.

## История
Ардеш — один из первых 83 департаментов, созданных в марте 1790 г. Находится на территории бывшей провинции Виваре.

## Административно-территориальное деление
Департамент включает 3 округа, 33 кантона и 339 коммун.

## Неандертальцы
- У двух детей неандертальцев, живших в бассейне Роны (местонахождение Пейре (Payre)) ок. 250 тыс. л. н., обнаружены следы отравления свинцом[1][2].
- На стоянке Абри-дю-Мара в долине реки Ардеш нашли сплетённые в верёвку обрывки растительных волокон, датируемые возрастом 52—41 тыс. лет назад[3].